# 朱塞佩·沃爾庇

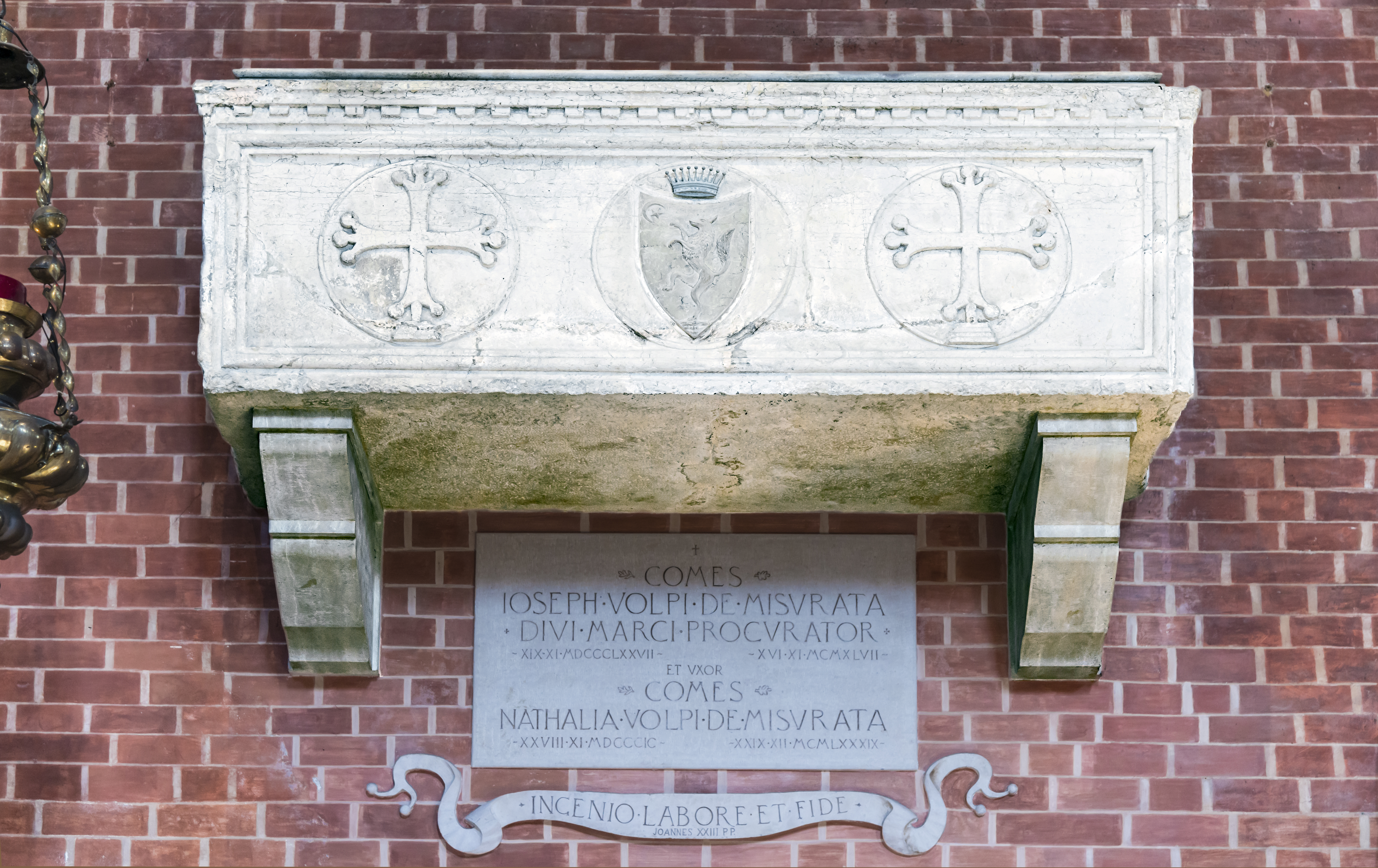
聖方濟會榮耀聖母聖殿的墳墓

第一代米蘇拉塔伯爵朱塞佩·沃爾庇（英語：Giuseppe Volpi, 1st Count of Misurata，1877年11月19日—1947年11月16日）是一名義大利商人和政治家。
1903年，伯爵沃爾庇發展公共設施為威尼斯、義大利西北部和巴爾幹半島供電。1911至1912年，他擔任土战争結束時的談判者。他從1921年至1925年擔任的黎波里塔尼亞殖民地的管轄者。
沃爾庇從1925年至1928年取代经济自由主义者阿尔贝托·德斯特凡尼，擔任了法西斯意大利的財政部長，他在第一次世界大戰與美國和英國成功談判了關於義大利的債務償還問題，並將里拉的價值和金的價值掛鉤。他於1928年7月被安東尼奧·莫斯科尼換下。

## 外部鏈接
- 有关朱塞佩·沃爾庇在德国经济学中央图书馆（ZBW）20世纪新闻档案中的剪报。

| 政府职务                     | 政府职务                         | 政府职务                   |
| ---------------------------- | -------------------------------- | -------------------------- |
| 前任者： 路易吉·梅爾卡蒂利   | 的黎波里塔尼亞統治者 1921–1925   | 繼任者： 埃米利奥·德博诺   |
| 前任者： 阿爾貝托·德斯特凡尼 | 財務財政部長 1925–1928           | 繼任者： 安東尼奧·莫斯科尼 |
| 商界職務                     |                                  |                            |
| 前任者： 阿尔伯特·皮雷利     | 意大利工業家聯合會會長 1934–1943 | 繼任者： 喬瓦尼·巴萊拉     |